# 2 Bateria Motorowa Artylerii Przeciwlotniczej
Bateria motorowa artylerii przeciwlotniczej typu A nr 2 – pododdział artylerii przeciwlotniczej Wojska Polskiego w II Rzeczypospolitej.
Bateria nie istniała w organizacji pokojowej WP. Została zmobilizowana 24 sierpnia 1939 przez 11 dywizjon artylerii przeciwlotniczej w Stężycy dla 2 Dywizji Piechoty Legionów. 28 sierpnia, na okres mobilizacji i koncentracji wojsk została skierowana do obrony przeciwlotniczej mostów na Wiśle w Dęblinie i do macierzystej dywizji już nie powróciła. W obronie mostów pozostawała do 6 września. 

## Działania baterii w kampanii wrześniowej
7 września, po utworzeniu Grupy Artylerii Przeciwlotniczej „Ireneusz” ppłk. Ireneusza Kobielskiego, bateria weszła w skład Zgrupowania OPL „Stawy” mjr. Alfonsa Fenglera, broniącego Głównej Składnicy Uzbrojenia nr 2 w Stawach. 9 września, po rozwiązaniu Grupy Artylerii Przeciwlotniczej „Ireneusz”, bateria przejęła 2 półstałe armaty przeciwlotnicze kalibru 40 mm wz. 38 Bofors od plutonu artylerii przeciwlotniczej nr 182 z Bazy Lotniczej Dęblin (bez obsługi), po czym została skierowana do Włodawy z zadaniem obrony przeciwlotniczej dowództwa Armii „Lublin”. Stamtąd bateria przemieściła się przez Chełm, Krasnystaw do Wożuczyna. W Chełmie zestrzeliła samolot niemiecki. W Rachaniach pod Wożuczynem ostrzelała zmotoryzowaną kolumnę niemiecką. 22 września, po kapitulacji Armii „Lublin”, bateria zniszczyła działa i ciągniki. Część żołnierzy baterii dostało się do niewoli, niewielka grupa zaś pod dowództwem ogn. pchor. Zbigniewa Marquarta dołączyła w Szastarce do Samodzielnej Grupy Operacyjnej „Polesie”.

## Obsada personalna baterii
- dowódca – por. Alfred Adam Słociński
- oficer zwiadowczy – ppor. rez. Zbigniew Lisowski (od 7 IX 1939)
- dowódca 1 plutonu – ppor. rez. Konstanty Majewski
- dowódca 2 plutonu – ppor. rez. Wiktor Andrzej Zajączkowski
- dowódca 3 plutonu – ogn. pchor. Stanisław Stefanowicz
- dowódca 4 plutonu – ppor. rez. Stefan Marian Rabiński
- szef  baterii – plut. Pawlus

(w baterii ogn. pchor. Zbigniew Marquart (od 20.09) i kpr. pchor. rez. Tadeusz Hryniewski)